# アメージング・レース・アジア2
アメージング・レース・アジア2は2007年11月22日から2008年2月14日までAXNで放送されていたアメージング・レース・アジアのシーズン2である。日本では2008年1月からAXNで放送された。
アメージングレースは2人1組の10チームが賞金10万ドルをかけて競い合う世界一周のレース。前シーズン参加資格がなかった日本人は今回から参加できるようになり、1チームが日本から参加している。
アメージングレースのルールについてはアメージング・レースの項目を、アジア版の番組概要についてはアメージング・レース・アジアの項も参照。

## 特徴
- ノンエリミネーションレグ最下位のペナルティの種類に、次レッグを1位でチェックインできなければピットストップで30分ペナルティが追加。
- インターセクションがアジア版で初登場。

## 最終結果
日本語のチーム名は、日本のAXNでの放送に準ずる。
| チーム                                 | 肩書き               | 関係               | レッグ成績 | レッグ成績 | レッグ成績 | レッグ成績 | レッグ成績 | レッグ成績 | レッグ成績 | レッグ成績 | レッグ成績 | レッグ成績 | レッグ成績 | レッグ成績 | レッグ成績 | ロードブロックの実行  |
| チーム                                 | 肩書き               | 関係               | 1          | 2          | 3          | 4          | 5          | 5          | 6          | 7          | 8          | 9          | 10         | 11         | 12         | ロードブロックの実行  |
| -------------------------------------- | -------------------- | ------------------ | ---------- | ---------- | ---------- | ---------- | ---------- | ---------- | ---------- | ---------- | ---------- | ---------- | ---------- | ---------- | ---------- | --------------------- |
| エイドリアン & コリン(Adrian & Collin) | チャレンジ大好き!    | Gym Buddies        | 7th        | 5th        | 2nd        | 2nd        | 3rd        | 2nd        | 2nd        | 2nd        | 2nd+       | 1st        | 1stƒ       | 2nd        | 1st        | Adrian 5, Collin 6    |
| ヴァネッサ & パメラ(Vanessa & Pamela)  | イケ^2シスターズ     | Sisters            | 1st        | 4th        | 7th        | 6th        | 7th        | 4th        | 3rd        | 5th        | 4th+       | 3rd        | 3rd        | 3rd        | 2nd        | Vanessa 6, Pamela 6   |
| ロヴィルソン & マーク(Rovilson & Marc) | 最強イケメン         | Best Buddies       | 2nd        | 1st        | 1st        | 1st        | 2nd        | 1st        | 1st        | 1st        | 1st+       | 2nd        | 2nd>       | 1st        | 3rd        | Rovilson 6, Marc 6    |
| アン & ダイアン(Ann & Diane)           | ダンシング・ママ     | Dancing Mums       | 3rd        | 3rd        | 3rd        | 4th        | 1st        | 6th        | 4th        | 3rd        | 3rd+       | 4th        | 4th<       | 4th        |            | Ann 6, Diane 5        |
| ポーラ & ナターシャ(Paula & Natasha)   | キューティーフレンズ | Childhood Friends  | 6th        | 2nd        | 4th        | 3rd        | 4th        | 5th        | 5th        | 4th        | 5th+       | 5th        | 5th        |            |            | Paula 5, Natasha 5    |
| テリー & ヘンリー(Terri & Henry)       | 爆走夫婦             | Married 13 Years   | 9th        | 9th        | 5th        | 7th        | 6th        | 3rd>       | 6th        | 6th        | 6th+       |            |            |            |            | Terri 3, Henry 5      |
| ダイチ & サワカ(Daichi & Sawaka)       | チームJAPAN!         | Brother and Sister | 8th        | 8th        | 6th        | 5th        | 5th        | 7th        |            |            |            |            |            |            |            | Daichi 3, Sawaka 2    |
| ソフィー & オーレリア(Sophie & Aurelia | ケンカ友達           | Ex-Housemates      | 5th        | 7th        | 8th        | 8th        |            |            |            |            |            |            |            |            |            | Sophie 1, Aurelia 1   |
| ブレット & キナー(Brett & Kinaryosih)  | 恋愛安定期           | Dating 2 Years     | 4th        | 6th        | 9th        |            |            |            |            |            |            |            |            |            |            | Brett 1, Kinaryosih 1 |
| エドウィン & モニカ(Edwin & Monica)    | 10年目の本気         | Dating 10 Years    | 10th       | 10th       |            |            |            |            |            |            |            |            |            |            |            | Edwin 1, Monica 0     |

- 赤は脱落チーム。
- 青はノンエリミネーションレッグで最後に到着し、次のレッグを1位でチェックインしなければ30分ペナルティとなったチーム。
- 斜体の青はノンエリミネーションレッグで最後に到着し、所持金の没収に加えて次のレッグが支給金ゼロでスタートとなったチーム。
- 緑はファストフォワードを獲得したチーム。
- 黄色い>はイールドを使用したチーム、<はイールドを使用されたチーム；<>はイールドがあるレグだが、使用とするチームがいなかった。
- 同じ色の+はインターセクションのため、協力し合ったチームペア。
- 斜体はダブルレングスレッグの中間地点に到着時の順位。

## プライズ
- 第1レッグ：一人ずつ、ノキア携帯電話N95とN73
- 第2レッグ：一人ずつ、5,000 USドル
- 第3レッグ：ガソリン1年分(CALTEX)
- 第4レッグ：一人ずつ、SONYHDビデオカメラ
- 第7レッグ：一人ずつ、5,000 USドル
- 第8レッグ：一人ずつ、SONYHDビデオカメラ
- 第9レッグ：一人ずつ、ノキア携帯電話N95とN73
- 第11レッグ：南アフリカ旅行
- 第12レッグ：100,000 USドル

## レッグの詳細
- 第1レッグ： シンガポール→ フィリピン・マニラ

アメージング・レース・アジア2のルートマップ

- 第2レッグ： フィリピン・マニラ→ラグナ州ピラ→マニラ
- 第3レッグ： フィリピン・マニラ→ 香港→ ニュージーランド・オークランド
- 第4レッグ： ニュージーランド・オークランド→ティラウ→ロトルア
- 第5レッグ： ニュージーランド・ロトルア→ 日本・東京→福岡（中間地点）→ 韓国・釜山
- 第6レッグ： 韓国・釜山→ソウル
- 第7レッグ： 韓国・ソウル→ ドイツ・フランクフルト→ チェコ・プラハ→ベロウン
- 第8レッグ： チェコ・ベロウン→プラハ
- 第9レッグ： チェコ・プラハ→ ハンガリー・ブダペスト
- 第10レッグ： ハンガリー・ブダペスト
- 第11レッグ： ハンガリー・ブダペスト→ 南アフリカ共和国・ケープタウン
- 第12レッグ： 南アフリカ共和国・ケープタウン→ シンガポール